# 六王子神社
六王子神社（ろくおうじじんじゃ）は、静岡県富士市中柏原新田にある神社。

## 人身御供
六王子神社は人身御供が謂れで成立した神社とされ、伝承が残る。
享保18年（1733年）『田子の古道』には、以下のようにある。三股淵には大蛇がおり、毎年の祭には富士下方の御池に生贄の少女を捧げていた。あるとき東国より7人の神女が上京のためやってきたが、その道中祭礼のための生贄として捕えられた。このうち御籤で最も若い「おあじ」が人身御供に選ばれた。
残りの6人の神女は上京を諦め柏原まで引き返したが、おあじを置いてきたことを恥じ浮島沼に投身してしまう。一方おあじは富士浅間宮の神力により大蛇が鎮まったため難を逃れ、6人の後を追う。6人の死の次の日のことであった。しかし神女らの死を知り、失意からおあじも自死する。それを知った見附宿の老人がおあじを氏神として祭った。それが阿字神社である。また神女6人も柏原の地で祭った。それが六王子神社である。
文政3年（1820年）『駿河記』には、以下のようにある。三股淵には大蛇が棲んでおり、毎年生贄を捧げていた。ある年下総国の6人の巫女が上京する道中、柏原の地で里人により捕縛される。巫女の下女であった阿字はこれが生贄に対する備えであることを知り嘆き、里人に暇を請い上京し朝廷へ報告する。これを哀れんだ朝廷は阿字に雛形を授け祭祀を示す。阿字は急いで戻り、三股淵に雛形を供え祭祀を行い、6人の巫女らは神楽を舞った。これ以後は生贄を取ることは止んだため、柏原の里人は6人の巫女を祭ったという。
一方『駿河志料』には「六皇子社阿字神生贄淵のこと、近世里人の説更に信じがたし」とあり、また祭神は「詳ならず」としつつも浅間第六御子とする。